# Rick Peters
Rick Peters es un deportista estadounidense que compitió en vela en la clase Star. Ganó una medalla de oro en el Campeonato Mundial de Star de 2009.

## Palmarés internacional
| \| Campeonato Mundial \| Campeonato Mundial \| Campeonato Mundial \| Campeonato Mundial \| \| Año \| Lugar \| Medalla \| Clase \| \| ------------------ \| ------------------ \| ------------------ \| ------------------ \| \| 2009 \| Varberg (Suecia) \| Medalla de oro \| Star \| |                  |                |       |
| Campeonato Mundial |                  |                |       |
| Año | Lugar            | Medalla        | Clase |
| 2009 | Varberg (Suecia) | Medalla de oro | Star  |